# Michel Faré
Michel Faré (1913-1985) est un écrivain français et un historien d'art qui a rédigé deux ouvrages fondamentaux sur la nature morte française.

## Biographie
Michel Faré naît à Paris le 14 novembre 1913 à Paris dans une famille bourgeoise. Sa mère est d'ascendance espagnole, et son aïeul Léonce Faré a fondé les Magasins du Louvre.
Élève au lycée Sainte-Croix de Neuilly où il obtient le baccalauréat en 1931, il étudie ensuite à la Faculté des Lettres de Paris, à l'École du Louvre et à l'Institut d'Art et d'Archéologie. Il a pour professeurs Robert Rey et Henri Focillon.
Il est mobilisé en 1939, et participe aux combats durant la Campagne de France. En juillet 1942, il soutient une thèse à l’École du Louvre sur la peinture de nature morte en France aux XVIIe et XVIIIe siècles, pour laquelle il obtient le Prix de thèse 1942, qu'il partage avec Magdeleine Hours. Elle détermine un sujet sur lequel il travaillera toute sa vie et dont il deviendra un éminent spécialiste (il parlera de « Vie silencieuse » à propos de la nature morte).
René Huygue le prend sous son aile comme assistant au département de peinture du musée du Louvre et au Musée des arts décoratifs. Il fera toute sa carrière dans ce dernier, où il devient conservateur adjoint en 1943, puis conservateur en 1962. Il obtient en 1952 une thèse de Lettres de l'Université de Paris sur le thème : La Nature-morte en France : son histoire et son évolution du XVIIe au XXe siècle.
Parallèlement, il est nommé en 1946 professeur d'histoire de l'art à l'École nationale supérieure des arts décoratifs (ENSAD), alors en pleine restructuration. Ce cumul du fonctions lui vaut un conflit avec l'administration et avec François Mathey, son nouveau supérieur, nommé conservateur en chef du musée des Arts décoratifs en 1965, dont il n'apprécie guère l'orientation moderniste que ce dernier souhaite donner au musée dans les années soixante. Le fait que cette personnalité obtienne le soutien de l'ENSAD jette un froid durable entre les deux institutions. À l'issue d'un procès qu'il gagne, il préfère se mettre en retrait de sa fonction de conservateur. En 1970, il obtient le poste de professeur d'histoire de l'art à l'École nationale supérieure des beaux-arts, chaire occupée jadis par Hippolyte Taine. En 1981, il est élu à l'Académie des Beaux-arts en remplacement du sénateur André Cornu.
Il est commissaire de nombreuses expositions notamment sur l'histoire des tapis en France (1949), les Grands ébénistes et menuisiers parisiens du XVIIIe siècle (1956), la tapisserie (1958, 1962 et 1964), les potiers contemporains (1962), Vasarely (1963), ce qui démontre son grand éclectisme et son ouverture d'esprit. Il est aussi l'auteur de plusieurs ouvrages d'histoire de l'art.
Le sculpteur Raymond Martin a réalisé un buste de cet homme svelte, sobre et d'une grande élégance, qui pratiqua la danse jusqu'à un âge avancé.
Il perd sa femme Ghislaine qui meurt d'une longue maladie. Il meurt le 22 juillet 1985 et est inhumé en l'église Notre-Dame-de-Grâce de Passy le 26 juillet 1985.

## Publications
- La Céramique contemporaine, Paris, Compagnie des arts photomécaniques, 1954.
- Le Grand siècle de la nature morte le XVIIe siècle, Paris, Fribourg, Office du livre, 1974.
- Michel et Fabrice Faré, La vie silencieuse en France, la nature morte au XVIIIe siècle, Fribourg / Paris, Office du Livre / Société française du livre, 1976, 650 ill, p. 437, 32 × 25,5 cm (ISBN 2-85109-012-7 et 978-2-85109-012-6, OCLC 417340017, BNF 34705684, SUDOC 000595209, présentation en ligne), p. 366-367[8].

## Hommages
- La chanteuse chilienne Violeta Parra cite son nom dans la chanson Une Chilienne à Paris (1964), où elle raconte son parcours pour exposer ses broderies au Musée des arts décoratifs[9].